# Jimmy Johnstone
James „Jimmy“ Connolly Johnstone (* 30. September 1944 in Viewpark/South Lanarkshire; † 13. März 2006 in Uddingston) war ein schottischer Fußballspieler.
Der dribbelstarke Flügelstürmer wurde mit Celtic Glasgow neunmal schottischer Meister und war Teil der Mannschaft, die 1967 den Europapokal der Landesmeister gewann („Lisbon Lions“). Später wählten ihn die Anhänger der Celtics zum besten Spieler der Vereinsgeschichte.

## Jugend
Johnstone wurde als jüngstes von fünf Kindern in Viewpark nahe der Stadt Bothwell geboren. Seine Freizeit verbrachte der Rotschopf damit, in den Straßen seines Heimatortes Fußball zu spielen oder in den umliegenden Wäldern zu toben. Als Dreizehnjähriger wurden Talentspäher von Celtic Glasgow und Manchester United auf den Dribbelkünstler aufmerksam. Der Trainer seiner Schulmannschaft war Celtic-Fan und beeinflusste Johnstone, zu seinem Lieblingsklub zu wechseln.

## Vereinskarriere
Sein erstes Profispiel bestritt Johnstone mit 19 Jahren am 21. März 1963 bei einer 0:6-Niederlage gegen den FC Kilmarnock. Die Fähigkeiten des Ausnahmespielers waren unverkennbar, und in der Folgesaison wurde er Stammspieler auf der rechten Außenbahn.

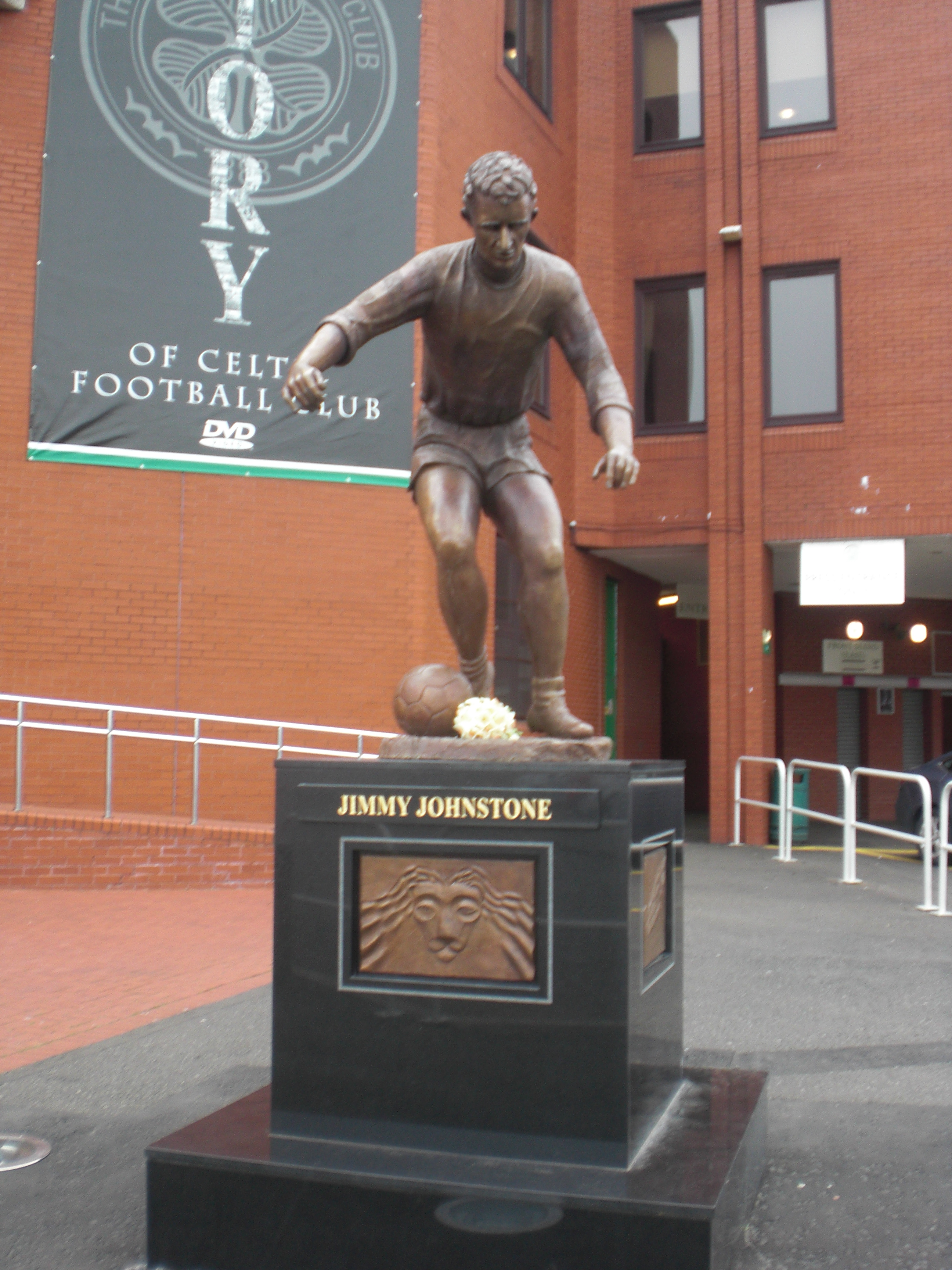
Jimmy-Johnstone-Statue vor dem Parkhead Stadium

Erst als Celtic im Frühjahr 1965 mit Jock Stein einen neuen Trainer bekam, ging es mit der Mannschaft sportlich wieder bergauf. Stein hauchte den Spielern neues Leben ein und formte eine Einheit, die von 1966 bis 1974 neunmal in Folge schottischer Meister werden sollte. Ein unglaublicher Rekord, den nur die Glasgow Rangers in den 1980er Jahren wiederholen konnten. Die Celtics begeisterten dabei durch berauschenden Offensivfußball. Entscheidend dabei waren die Flügelstürmer Jimmy Johnstone (rechts) und Pendant Bobby Lennox (links). Die Zuschauer im Celtic Park feierten Johnstone bei nahezu jedem Heimspiel. Der nur 1,57 m große Dribbelkünstler begeisterte das Publikum mit seinen Haken und Finten ein ums andere Mal. Aufgrund seiner Größe und dem niedrigen Körperschwerpunkt hatten die großen, behäbigen schottischen Verteidiger große Probleme mit dem Wirbelwind. Sie gaben ihm den Spitznamen „Jinky“. Trainer Stein erklärte, Johnstone sei „besser als Stanley Matthews“.
Trotz der neun Meisterschaften in Folge machte erst ein internationaler Triumph die Spieler unsterblich und krönte somit die erfolgreichste Ära der Vereinsgeschichte. 1967 gewannen sie den Europapokal der Landesmeister, als das favorisierte Inter Mailand mit 2:1 im Finale von Lissabon geschlagen wurde. Mit tollem Offensivspiel gewann Celtic als erste britische Vereinsmannschaft den Europapokal. Bemerkenswert dabei ist, dass alle Spieler aus einem Umkreis von 30 km rund um Glasgow stammten. 1970 stand Johnstone mit den „Hoops“ wieder im Halbfinale des Europapokals und traf dort auf den englischen Meister Leeds United. Die Presse stilisierte dieses Duell zur prestigeträchtigen „Battle of Britain“ hoch. Johnstone war in der Form seines Lebens und spielte Fußball wie vom anderen Stern, weshalb sein Gegenspieler Terry Cooper die beiden Spiele als „Alptraum“ bezeichnete. Nach zwei Siegen standen die „Bhoys“ wieder im Finale, wo man jedoch Feyenoord Rotterdam unterlag.
Trotz seiner außergewöhnlichen Fähigkeiten war Johnstone kein einfacher Charakter. Auf dem Spielfeld  bereitete das zügellose Temperament des Rotschopfs Trainer Stein und den Mannschaftskameraden bisweilen Kopfzerbrechen. Außerdem hinderte ihn seine Flugangst nicht selten daran, Auswärtsspiele zu bestreiten, zu denen man fliegen musste. Auch zu einem Glas Bier oder Whiskey sagte Johnstone selten nein, was jedoch zu der damaligen Zeit im britischen Fußball nichts Ungewöhnliches war.
Traurige Berühmtheit erlangte ein Treffer Johnstones beim Old-Firm-Derby 1971, als er gegen die Glasgow Rangers in der 89. Minute ein Tor schoss. Kurz darauf brach im Ibrox Park eine Massenpanik aus, wobei 66 Menschen ums Leben kamen (Ibrox-Katastrophe).
Zum Ende der Saison 1974/75 verkündete „Jinky“ seinen Abschied von den Grün-Weißen. Er ging für kurze Zeit in die USA und spielte für die San José Earthquakes in der NASL. Seine Karriere beendete er 1978 mit 34 Jahren bei Elgin City.

## Nationalmannschaft
Sein erstes Länderspiel bestritt Johnstone im Oktober 1964 gegen Wales. Doch so erfolgreich seine Karriere im Verein war, so unspektakulär verlief seine Zeit mit der Nationalelf. Trotz Spielern wie Billy Bremner, Peter Lorimer und den „Lisbon Lions“ qualifizierte sich Schottland weder für die Weltmeisterschaften 1966 noch 1970. Weiterhin hinderte Johnstones Flugangst ihn häufig daran, zu Spielen auf dem Kontinent zu fliegen.
Erst 1974 fuhren die „Bravehearts“ wieder zu einer Weltmeisterschaft. Doch im Mai 1974, kurz vor Beginn des Turniers in der BRD, betranken sich einige Nationalspieler im Mannschaftshotel, darunter auch Johnstone. Der betrunkene „Jinky“ fuhr mit einem kleinen Boot auf den Atlantik hinaus und musste von der Küstenwache gerettet werden. Nationaltrainer Willie Ormond strich ihn zwar nicht aus dem Kader, setzte Johnstone beim Turnier aber nicht ein. Nach dieser Enttäuschung beendete Johnstone seine Karriere in der Nationalmannschaft, für die er nur 23 Spiele bestritten hatte.

## Lebensende
Im November 2001 wurde bei Johnstone Amyotrophe Lateralsklerose diagnostiziert, für die es bis heute keine Heilung gibt. Um die Krankheit zu bekämpfen und in der Öffentlichkeit bekannter zu machen, nahm „Jinky“ mit Jim Kerr von den Simple Minds zu Benefizzwecken eine Neufassung des Songs Dirty Old Town auf.
Am 13. März 2006 schließlich verstarb Johnstone nach langer Krankheit. Seine Beerdigung wurde vier Tage später (17. März, Saint Patrick’s Day) im Celtic Park abgehalten, wo ihm auch Rangers-Fans Tribut zollten. Zu seinen Ehren trug die Mannschaft von Celtic Glasgow beim nächsten Ligaspiel Johnstones Rückennummer 7 auf den Hosen.

## Wissenswertes
- 2002 wurde Johnstone in die Scottish Sports Hall of Fame aufgenommen.[1]
- 2004 strahlte die BBC eine Dokumentation von Billy Connolly über Johnstones Leben aus. Der Titel lautete „Lord of the Wing“.
- Insgesamt absolvierte Johnstone 515 Pflichtspiele (130 Tore) für Celtic Glasgow (Liga 308/82; Ligapokal 92/21; FA Cup 48/11; Europapokal 67/16).

## Erfolge
- Schottischer Meister (9): 1966, 1967, 1968, 1969, 1970, 1971, 1972, 1973, 1974
- Schottischer Pokalsieger (7): 1965, 1967, 1969, 1971, 1972, 1974, 1975
- Schottischer Ligapokalsieger (6): 1966, 1967, 1968, 1969, 1970, 1975
- Europapokal der Landesmeister (1): 1967
- Europas Fußballer des Jahres: Dritter 1967
- Drybrough Cup (1): 1974